# 史翔
史翔（1963年11月—），男，汉族，安徽广德人，中华人民共和国政治人物。中央党校研究生学历。

## 生平
1982年7月参加工作，1989年8月加入中国共产党。历任安徽省粮食局办公室办事员、科员（其间于1984年9月至1987年9月在安徽广播电视大学电气工程专业大专班学习），安徽省粮食局办公室副主任科员、主任科员，安徽省粮食局办公室副主任、主任。2003年9月，任安徽省粮食局副局长、党组成员。2005年9月，任安徽省委、省政府信访局副局长、党组成员。2008年5月，任宿州市委常委、纪委书记。2013年6月至2016年12月，任宿州市委副书记，宿州市人民政府副市长，代理市长，宿州市委副书记、市人民政府市长。2016年12月，任宿州市委书记，兼宿州马鞍山现代产业园区党工委第一书记。2017年1月，兼任宿州市人大常委会主任。
2021年8月，任中共安徽省委副秘书长。